# Miopia
Miopia é uma condição do olho caracterizada por má visão à distância. Isto ocorre devido a um defeito de convergência dos raios luminosos, o que faz com que a imagem de objetos distantes se forme à frente da retina, em vez de na própria retina. Isto leva a que os objetos distantes sejam vistos desfocados, enquanto que os objetos próximos parecem normais. Entre outros possíveis sintomas como dores de cabeça e astenopia. A miopia grave aumenta o risco de descolamento de retina, cataratas e glaucoma.
A miopia é um tipo de erro refrativo. Acredita-se que a causa subjacente seja uma combinação de fatores genéticos e/ou ambientais. Os fatores de risco incluem trabalho que envolva objetos próximos, maior permanência em recintos fechados e antecedentes familiares. A miopia está também associada a classes socio-económicas mais elevadas. O mecanismo subjacente envolve um comprimento excessivo do globo ocular ou, de forma menos comum, um cristalino demasiado potente. O diagnóstico é feito através de exame ocular.
Existem alguns indícios de que a miopia pode ser prevenida incentivando as crianças mais novas a passar mais tempo ao ar livre. Isto pode estar relacionado com a exposição à luz natural. A miopia pode ser corrigida com o uso de óculos, lentes de contacto ou cirurgia. Os óculos são o método mais simples e seguro de correção. Embora as lentes de contacto permitam ter um campo visual maior, estão associadas a um risco acrescido de infeções. A cirurgia refrativa altera de forma permanente o formato da córnea.
A miopia é a doença de visão mais comum, estimando-se que afete cerca de 1,5 mil milhões de pessoas, ou 22% da população mundial. A prevalência varia significativamente entre as diversas regiões do mundo. Entre adultos, varia entre 15 e 49 %. A prevalência é idêntica entre homens e mulheres. Entre crianças, varia entre 1,2 % nas zonas rurais do Nepal e 37 %  em algumas das maiores cidades chinesas. Desde 1950 que a prevalência tem vindo a aumentar. A miopia que não é corrigida é uma das principais causas de perda de visão em todo o mundo, a par das cataratas, degeneração macular e deficiência de vitamina A.

## Sinais e sintomas
Um dos sintomas que podemos considerar como um dos primeiros de um olho míope é a dificuldade da visão em planos distantes do indivíduo, estando a visão de perto até ao certo normal.
No entanto, é evidente que se uma pessoa é míope de muitas dioptrias (ou graus), para ver bem de perto, teria que aproximar-se muito, o que é um fator muito cansativo e incômodo.
Os sintomas que mais são relatados e que com frequência anuncia o aparecimento de miopia é a visão turva dos objetos distantes e a dificuldade de leitura em objetos que estão relativamente longe.
É frequente que nos primeiros estágios do problema, o indivíduo não se dê conta do inicio do problema na visão, já que a miopia tem dificuldade de ser percebida quando está em dioptria (grau) baixa. Por este motivo, há que comprovar-se, junto da visão turva, existe o pestanejar constante, o forçar para ler de longe, dores de cabeça ou tensão ocular.

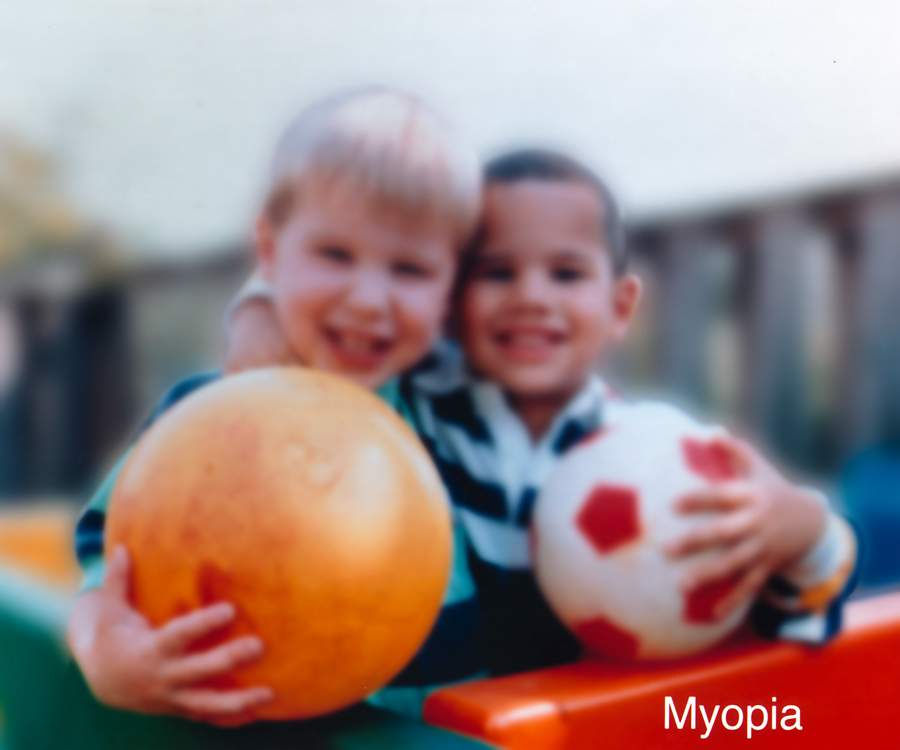
Cena de duas crianças vistas através de um olho míope.

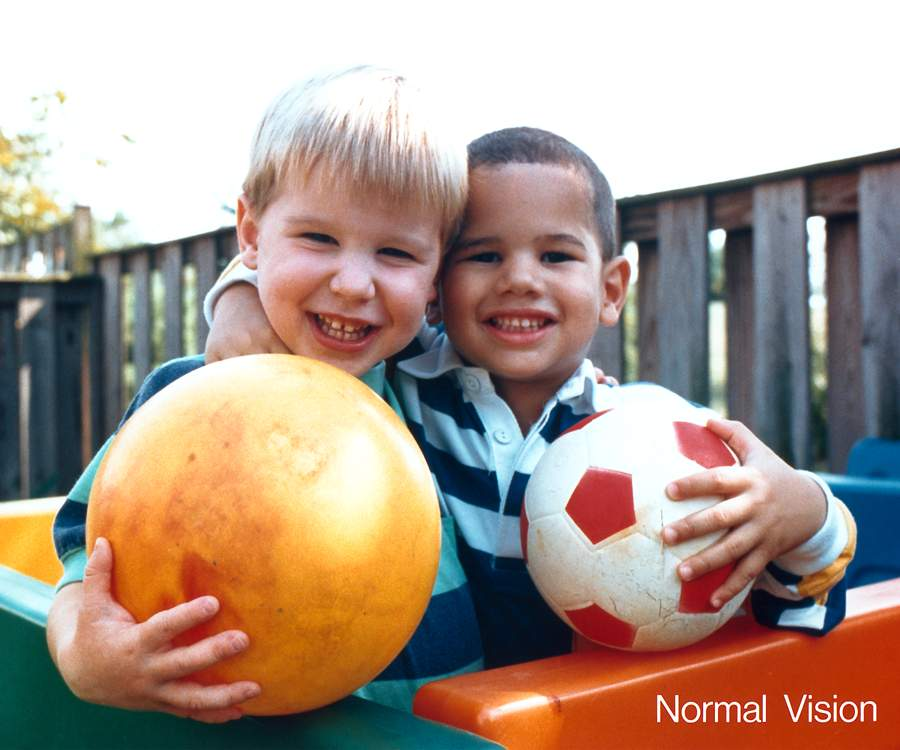
Visão normal.

## Causas
Pesquisas recentes em humanos e animais revelam que prolongados períodos de leitura em que é necessário focar os olhos a uma curta distância e a falta de luz solar podem causar miopia. A miopia está normalmente associada à genética.
Vários estudos recentes sugerem que o tempo que se passa ao ar livre é um fator determinante na incidência da miopia. Duas a três horas ao ar livre seriam suficientes para prevenir a miopia. Num outro estudo Jan Roelof Polling da University of Applied Sciences Utrecht revela: "Descobrimos que as crianças que brincam menos de 45 minutos ao ar livre por dia e as que passam mais de 2 horas por dia com atividades próximas dos olhos ou no computador têm os olhos mais alongados". Também há evidencias de que a exposição aos raios solares estimula a produção de dopamina que inibe o alongamento da esfera ocular. As pessoas com histórico familiar de miopia têm mais probabilidade de desenvolvê-la. A maioria dos casos de olhos com miopia é saudável, mas um pequeno número de pessoas com miopia grave desenvolve uma forma de degeneração da retina.
A  causa de uma miopia também pode ser congênita, esta apresenta características especiais. Existem três formas para explicar sua origem: A Miopia congênita devida à combinação do diâmetro ântero-posterior longo e de alto poder refrativo (usualmente do cristalino).  Quando a esclera é forte, normalmente esse tipo de miopia não progride: o alongamento do globo é compensado pela redução do poder refrativo do cristalino.  A Miopia congênita decorrente de esclera fraca e em constante distensão: progride rapidamente e o prognóstico é pobre.  A miopia congênita associada a anomalias de desenvolvimento do globo ocular.  Este tipo de miopia é frequentemente complicado por outros tipos de defeitos, como colobomas, sub-luxação do cristalino, atrofia do nervo óptico, etc.

## Descrição e Classificação
Diversos sistemas de classificação foram propostos para miopia. Temos, por exemplo, a classificação pelo aspecto clínico: miopia simples, miopia noturna, pseudomiopia, miopia degenerativa e miopia induzida (adquirida). Outros sistemas classificam a miopia por grau (isto é, baixa, moderada ou alta) ou pela idade de início (isto é, congênita, juvenil, início na idade adulta, final da idade adulta).

### Aspecto Clínico

#### Miopia simples
O estado de refração do olho com miopia simples depende da potência óptica da córnea e do cristalino, e o comprimento axial. Nos olhos emétropes, o comprimento axial e a potência óptica são inversamente correlacionados. Um olho com potência óptica maior que a média pode ser emétrope se for suficientemente menor que a média, como pode um olho com potência óptica inferior à média, se for suficientemente maior que a média.
Um olho com miopia simples é um olho normal que é muito longo para a sua potência óptica ou, menos comumente, muito opticamente poderoso para seu comprimento axial. A miopia simples, muito mais comum que os outros tipos de miopia, apresenta, geralmente, grau menor que 6 dioptrias (D); em muitos pacientes o grau é inferior a 4 ou 5 D. Quando o grau de miopia é desigual nos dois olhos, a condição é chamada miopia anisometrópica ; quando um olho é emétrope e o outro é míope, a condição é conhecida como anisometropia míope simples. Embora não seja incomum que o grau de miopia seja diferente entre os dois olhos, a anisometropia pode não se tornar clinicamente significativa até que a diferença entre os dois olhos atinja cerca de 1 D.

#### Miopia Noturna
Ocorrendo somente em iluminação fraca, a miopia noturna ou da noite é ocasionada principalmente ao aumento da resposta adaptativa associada a baixos níveis de luz. Como não há contraste suficiente para um estímulo acomodativo adequado, o olho assume a posição acomodativa do foco escuro intermediário em vez de focalizar para o infinito.

#### Pseudomiopia
A pseudomiopia é o resultado de um aumento no poder de refração ocular devido à superestimulação do mecanismo acomodativo do olho ou espasmo ciliar. A condição é assim chamada porque o paciente parece ter apenas miopia devido a esta resposta inadequada do mecanismo acomodativo.

#### Miopia Degenerativa
Um alto grau de miopia associado a alterações degenerativas no segmento posterior do olho é conhecido como miopia degenerativa ou patológica. As alterações degenerativas podem resultar em uma função visual anormal, como a diminuição da acuidade visual ou alterações no campo de visão. Sequelas como descolamento de retina e glaucoma são relativamente comuns.

#### Miopia Induzida
A miopia induzida ou adquirida é o resultado da exposição a vários agentes farmacêuticos, variação nos níveis de açúcar no sangue, esclerose nuclear do cristalino ou outras condições anômalas. Essa miopia é frequentemente temporária e reversível.

## Tratamento

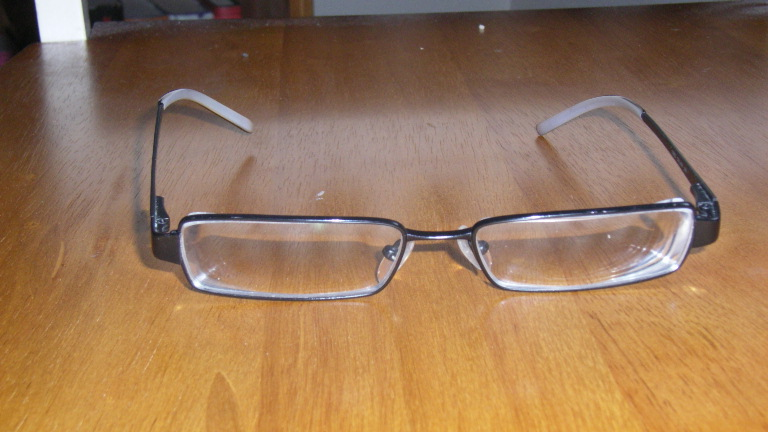
Os óculos são o método mais comum de correção da miopia.

O tratamento tem por objetivo restaurar a nitidez da visão binocular à distância. A abordagem de tratamento mais comum é a correção ótica com uso de óculos ou lentes de contacto. Os tratamentos destinados a atrasar a progressão da miopia são denominados "controlo da miopia".:21–26
Vale ressaltar que a correção da miopia por meio de cirurgia é possível quando o portador possui mais de vinte anos e seu quadro está estabilizado. Cabe ao médico oftalmologista, após uma observação atenta dos resultados dos exames do portador dessa deficiência ocular, decidir qual o tratamento para miopia é o mais indicado. Ou seja, existem diferentes formas para corrigir a miopia, sendo necessário considerar as particularidades de cada caso.
A cirurgia refrativa pode ser usada para corrigir a miopia e consiste no remodelamento da curvatura da sua córnea. Seus métodos se consistem na Cirurgia LASIK, Cirurgia LASEK, Cirurgia PRK e no implante de lente intra-ocular. É importante notar que todas as cirurgias têm algum grau de risco e possíveis complicações desses procedimentos incluem infecção, cicatrizes na córnea, visão turva, perda de visão e aberrações visuais, como ver círculos ao redor das luzes à noite. Discuta os riscos potenciais com o médico.

### Medicação
O uso de medicamentos tópicos em crianças com menos de dezoito anos de idade pode retardar o agravamento da miopia, sendo estes denominados anti-muscarínicos. Logo, esses tratamentos incluem o gel de pirenzepina, o colírio de ciclopentolato e o colírio de atropina que são comumente usados para tratamentos de distúrbios oculares. Entretanto, esses medicamentos não se mostraram muito eficazes no retardo da progressão dessa condição ocular, em que os efeitos incluem sensibilidade à luz e o quase desfoque.

### Correção ótica
As lentes de correção, como os óculos ou lentes de contacto, diminuem a potência ótica do olho, fazendo com que a imagem se foque na retina. Como são lentes côncavas, apresentam potência negativa, sendo o oposto de uma lupa de aumento. A potência de uma lente é expressa em dioptrias, o inverso da sua distância focal em metros. Quanto mais negativo é o número de dioptrias, maior é a gravidade da miopia. Em pessoas com bastante miopia, são necessárias lentes de maior potência. No entanto, quanto maior for a potência, mais os objetos afastados do centro sofrem movimento prismático e separação de cores, um fenómeno denominado aberração cromática. No entanto, este fenómeno não se verifica em lentes de contacto.

### Cirurgia refrativa
A cirurgia refrativa compreende os procedimentos cirúrgicos que têm por finalidade diminuir e, se possível, eliminar os erros de refração (miopia, hipermetropia e astigmatismo). Há que se acrescentar a essa finalidade, corretiva, a de preservar a qualidade da visão.Atualmente, a principal modalidade de cirurgia refrativa é a corneana, por meio do excimer laser, seja na superfície (PRK) ou lamelar (LASIK). Observa-se a atual fase da cirurgia a laser personalizada, em que a correção baseia-se nas informações fornecidas pela aberrometria, adequando a aplicação do laser às características particulares do olho de cada paciente. Com isso, procura-se aprimorar a qualidade óptica do resultado da cirurgia. Outra importante modalidade de cirurgia refrativa merece destaque: os implantes refrativos intraoculares. De um lado, os implantes fácicos, que podem ser de fixação angular, de fixação iriana e de câmara posterior. De outro, os implantes afácicos, em que se realiza a extração do cristalino transparente, com finalidade refrativa. Os procedimentos intraoculares podem ser reversíveis e, se não modificarem a superfície da córnea, melhoram a qualidade da visão. No entanto, apresentam os riscos inerentes a um procedimento intraocular e, ainda, são passíveis de questionamentos éticos. A cirurgia refrativa, ainda que levando-se em consideração as importantes aquisições dos últimos anos, tem muitos desafios a superar. No entanto, a cirurgia refrativa não é recomendada a pacientes abaixo dos 20 anos de idade e de pacientes que não estejam com o grau estabilizado durante um período de 2 anos. Considerando-se a rapidez e a intensidade das inovações recentes na área, são esperados grandes desenvolvimentos para um futuro não muito distante.

#### PRK / LASEK
Este método consiste na ablação do tecido da córnea a partir da superfície da córnea através de um laser. A quantidade de ablação corresponde à quantidade da miopia. É um procedimento relativamente seguro até 6 dioptrias de miopia, embora provoque dor pós-operatória.

#### LASIK
Este método consiste no corte de uma lamela da córnea, que é depois levantada de modo a permitir ao laser aceder ao tecido da córnea exposto. Posteriormente, o laser procede à ablação do tecido de acordo com a correção que for necessária. Quando a lamela volta a cobrir a córnea, a alteração da curvatura gerada pela ablação do laser passa para a superfície da córnea. Tem a vantagem de ser indolor e ter um tempo de recuperação bastante curto. No entanto, existe a potencialidade de complicações na lamela e potencial perda de estabilidade da córnea.

### Terapias alternativas
Existem várias terapias alternativas, incluindo exercícios para o olho e técnicas de relaxamento do olho. No entanto, um estudo de revisão de 2005 concluiu não haver evidências científicas claras de que os exercícios para os olhos sejam eficazes no tratamento de miopia. Nas décadas de 1980 e 1990 houve interesse no biofeedback como possível tratamento para a miopia. Um estudo de revisão de 1997 concluiu que os estudos controlados para validar este método tinham sido raros e contraditórios.

### História
A diferença entre as pessoas míopes e hipermetropes já foi notada por Aristóteles. A primeira pessoa que utilizou o termo miopia foi o médico greco-romano Galeno Johannes Kepler em seu Clarification of Ophthalmic Dioptrics (1604) demonstrou pela primeira vez que a miopia era devida à luz incidente focalizada na frente da retina. Kepler, por sua vez, mostrou que a miopia pode ser corrigida por lentes côncavas. E em 1632, Vopiscus Fortunatus Plempius examinou o olho míope e confirmou que a miopia deriva também do alongamento do diâmetro ocular.